# بنت (میشیگان)
بنت (به انگلیسی: Banat) یک منطقهٔ مسکونی در ایالات متحده آمریکا است که در شهرستان منومینه، میشیگان واقع شده‌است. بنت ۲۰۰ نفر جمعیت دارد و ۵۵٫۴۷ متر بالاتر از سطح دریا واقع شده‌است.